# Groote Moost
De Groote Moost is een natuurgebied in de Nederlandse gemeente Leudal (provincie Limburg), direct ten zuiden van de Noordervaart. Het betreft een ernstig verdroogd Peelrestant, een z.g. Peelven. De provincie Limburg heeft het echter aangemerkt als 'kansrijk verdrogingsgebied'. 

## Flora en fauna
Het gebied wordt kunstmatig nat gehouden middels water uit het kanaal. Plaatselijk (langs de Noordervaart) komen nog bijzondere plantkundige waarden voor. Dieren in dit gebied zijn onder meer de das en het wild zwijn.

## Archeologische vondsten
Ten zuiden van de Grote Moost werden in 1954 archeologische vondsten aangetroffen. Het gaat om vuurstenen werktuigen die zijn toe te schrijven aan een oudere fase van de Federmessercultuur. De vondsten werden aangetroffen tijdens ontginningswerkzaamheden en opgegraven door de lokale amateur-archeologen J. Silvrants, J. Beeren, W. Vossen en H. Verhaeg. De vindplaats kreeg de aanduiding 'Heythuysen-de Fransman'. In eerste instantie werden de vondsten toegeschreven aan het Gravettien, maar later onderzoek duidt erop dat ze waarschijnlijk tot de Federmessercultuur te rekenen zijn. Later werden door J. Silvrants ten noordwesten van de vennen ook vondsten aangetroffen van de Ahrensburgcultuur. De vondsten duiden erop dat het ven al tijdens de laatste ijstijd aantrekkelijk was voor bewoning.  